# در دامان مادر
در دامان مادر (به تامیلی: Thayin Madiyil) و (به انگلیسی: In mother's lap) فیلمی هندی محصول سال ۱۹۶۴ و به کارگردانی آدورتی سوبا رائو است. در این فیلم بازیگرانی همچون ماروتور راماچاندران، بی. ساروجا دوی، ناگش، پانداری بای و مانوراما ایفای نقش کرده‌اند.